# Gekorrelde zwartlijf
De gekorrelde zwartlijf (Opatrum sabulosum) is een kever uit de familie zwartlijven (Tenebrionidae).

## Naam en indeling
De wetenschappelijke naam van de soort werd voor het eerst voorgesteld door Carl Linnaeus in 1761. De soortaanduiding sabulosum betekent vrij vertaald 'zand'. De kever staat bekend onder meerdere andere Nederlandstalige namen; gekorrelde zwartlijftor, gekorrelde zwartlijfkever en zandzwartlijfkever.

## Uiterlijke kenmerken
De volwassen kever bereikt een lichaamslengte van zeven tot tien millimeter exclusief de antennes. De lichaamsvorm is sterk ovaal, de lichaamskleur is zwart, soms met een blauwige glans bij levende exemplaren.
De kever is apteer; de achtervleugels ontbreken en de kever kan niet vliegen. De kop is breder dan lang, op de kop zijn vele kleine bobbeltjes gelegen die voorzien zijn van kleine haartjes (setae). De ogen zijn horizontaal in tweeën gespleten en bestaan zodoende uit een bovenste en een onderste deel. De antennes zijn middellang en de segmenten zijn duidelijk te onderscheiden. De laatste segmenten zijn duidelijk verdikt. De bovenzijde van de kop en het halsschild zijn voorzien van een zeer fijne korrelstructuur en doen hierdoor mat aan. De dekschilden hebben een patroon van vier dubbele rijen grote bultjes waaraan de Nederlandstalige naam te danken is. De poten zijn kort en breed en dragen verlengde klauwtjes, de tarsi.

## Voortplanting
De vrouwtjes zetten de ongeveer tien eieren enkele centimeters tot vijf cm diep af in de grond. Een vrouwtje kan tot 100 eieren per jaar produceren. De eieren komen na ongeveer een tot drie weken uit, afhankelijk van de omgevingsomstandigheden.
De larven worden tot 18 mm lang en hebben een langwerpig en cilindrisch lichaam. Ze hebben een grijze tot donkergele kleur, de onderzijde is enigszins afgeplat. De larven lijken wat op meelwormen. De ontwikkelingsduur varieert van ongeveer 55 tot 70 dagen waarna de verpopping ondergronds plaatsvindt. Na ongeveer een tot twee weken sluipt de kever uit. De kevers zijn vooral te zien van maart tot juli. In de winter kruipen de kevers ondergronds om te overwinteren, ze kunnen worden gevonden op een diepte van vijf tot twintig cm. In warmere delen van het verspreidingsgebied kan een tweede generatie voortkomen, maar de kevers blijven dan in hun popkamer tot de volgende lente. De gekorrelde zwartlijf kan een leeftijd bereiken van twee of drie jaar.

## Verspreiding en habitat

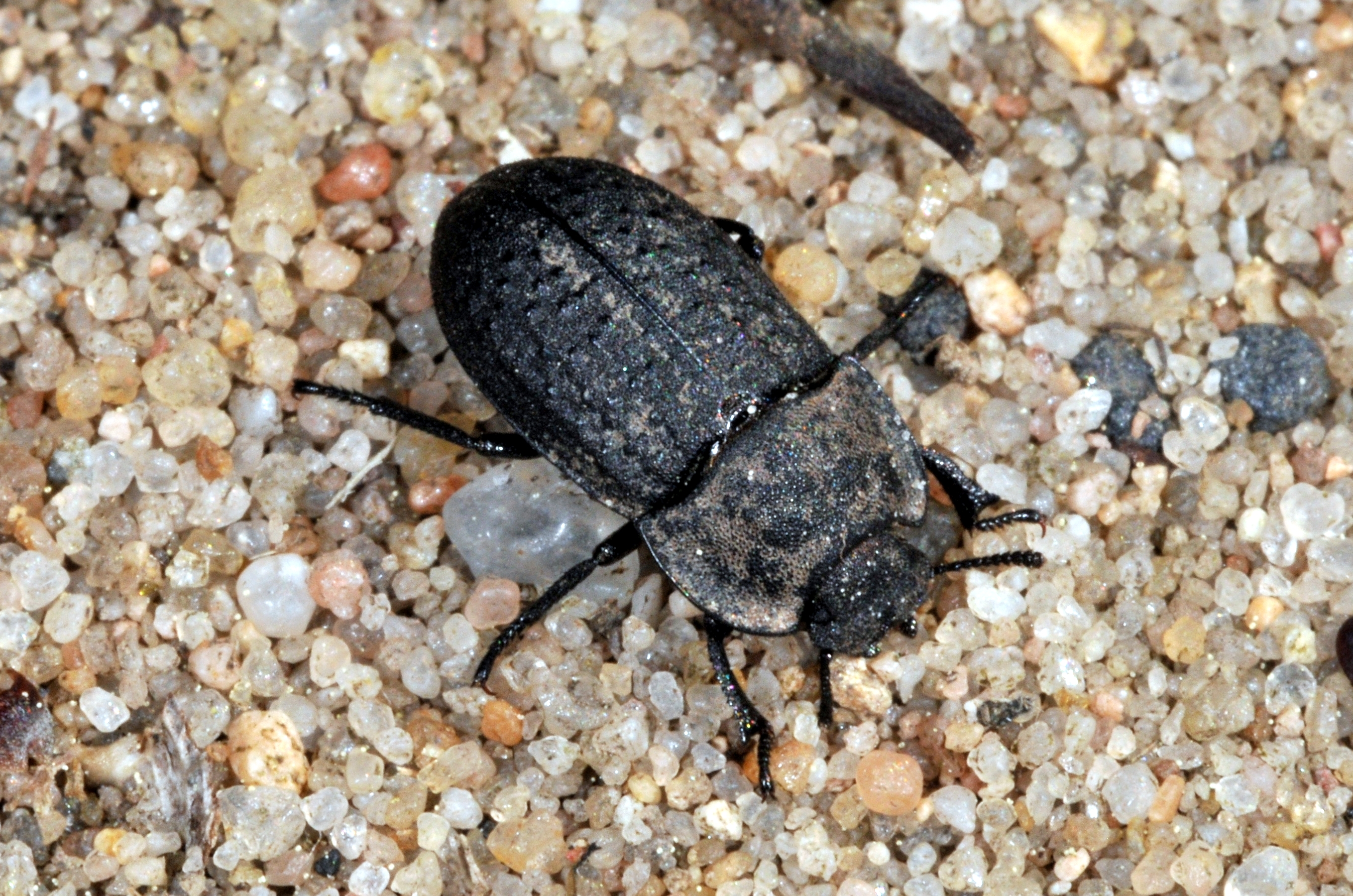
De kevers komen voornamelijk voor in zanderige streken, hier een exemplaar uit de Schwanheimer Düne, Duitsland.

De gekorrelde zwartlijf komt voor in grote delen van westelijk Europa, behalve in het uiterste noorden. De soort kan worden aangetroffen tot in delen van noordwestelijk Iran en noordwestelijk China. De habitat bestaat uit open, droge en zonnige terreinen met een zanderige bodem. Vochtige gebieden zoals moerassen en vochtige weilanden worden vermeden. De kevers komen tevoorschijn uit hun winterschuilplaats bij een temperatuur van twaalf tot vijftien graden Celsius en worden actief vanaf zeventien graden C. De kever is voornamelijk 's nachts actief.

## Voedsel
De kever is polyfaag en leeft dus van verschillende planten. De larven en volwassen kevers kunnen vrijwel elke plant aantasten, voorbeelden van plantenaantasting die tot commerciële schade leidt zijn zonnebloemen, verschillende granen en wortelgewassen zoals bieten. Zowel de larven als de volwassen kevers leven bij voorkeur van jonge delen van planten, zoals ontkiemende zaden en nieuwe scheuten. Ook dode bladeren en dood hout kunnen worden gegeten. De larven worden meestal aangetroffen op onder- en bovengrondse delen van jonge planten, grotere larven kunnen ook zaden eten. Ze staan bekend als vraatzuchtig en kunnen grote schade aanrichten aan jonge planten. Vooral in warme, drogere lentes kunnen de kevers een plaag vormen.